# Ernesto
Ernesto  è un nome proprio di persona italiano maschile.

## Varianti
- Maschili
  - Alterati: Ernestino
  - Ipocoristici: Erno, Tino
- Femminili: Ernesta[1]
  - Alterati: Ernestina[1]
  - Ipocoristici: Erna, Tina

### Varianti in altre lingue
- Catalano: Ernest
- Ceco: Arnošt[3]
- Danese: Ernst[3]
- Finlandese: Erno[2][3]
- Francese: Ernest[2][4]
  - Femminili: Ernestine[2]
- Germanico: Arnust[5], Arnost[5], Ernust[2], Ernost[5], Ernist[5], Ernest[5],

- Inglese: Ernest[2][4], Earnest[2]
  - Ipocoristici: Ern[2][3], Ernie[2][3]
  - Femminili: Ernestine[2][3], Earnestine[2]
- Irlandese: Earnán
- Islandese: Ernst
- Latino: Ernestus[1]
  - Femminili: Ernesta[1]
- Norvegese: Ernst[3]
- Olandese: Ernst[2][3]
- Polacco: Ernest[2][3]

- Portoghese: Ernesto[2][3]
- Russo: Эрнст (Ėrnst)
- Sloveno: Ernest[2]
- Spagnolo: Ernesto[2][3]
  - Femminili: Ernestina[6]
- Svedese: Ernst[3]
- Tedesco: Ernst[2][3]
  - Femminili: Ernestine[3], Ernestina[3]
- Ungherese: Ernő[2][3], Erneszt

## Origine e diffusione
Deriva dal nome germanico Arnust, Ernust; a differenza di altri nomi inizianti per arn-, che possono essere ricondotto ad ara ("aquila") o ad hari ("battaglia"), Arnust, sembra essere basato sul termine ernust (o eornost, "vigore", "serietà"), avendo quindi il significato di "serio". Ciononostante, alcune fonti lo ricollegano comunque ad uno degli altri due elementi, attribuendogli vari significati.
Per quanto riguarda la Germania, il suo uso lì è attestato almeno a partire dal VII-X secolo (XV per le forme femminili), mentre in Inghilterra giunse solo quando gli Hannover ereditarono il trono britannico, nel XVIII secolo, e comunque non si diffuse veramente prima del XIX. Negli Stati Uniti fu tra i cinquanta nomi più usati per i nuovi nati fra il 1880 e il 1993.

## Onomastico
L'onomastico si può festeggiare il 7 novembre in onore di sant'Ernesto, abate di Zwiefalten e martire alla Mecca.

## Persone

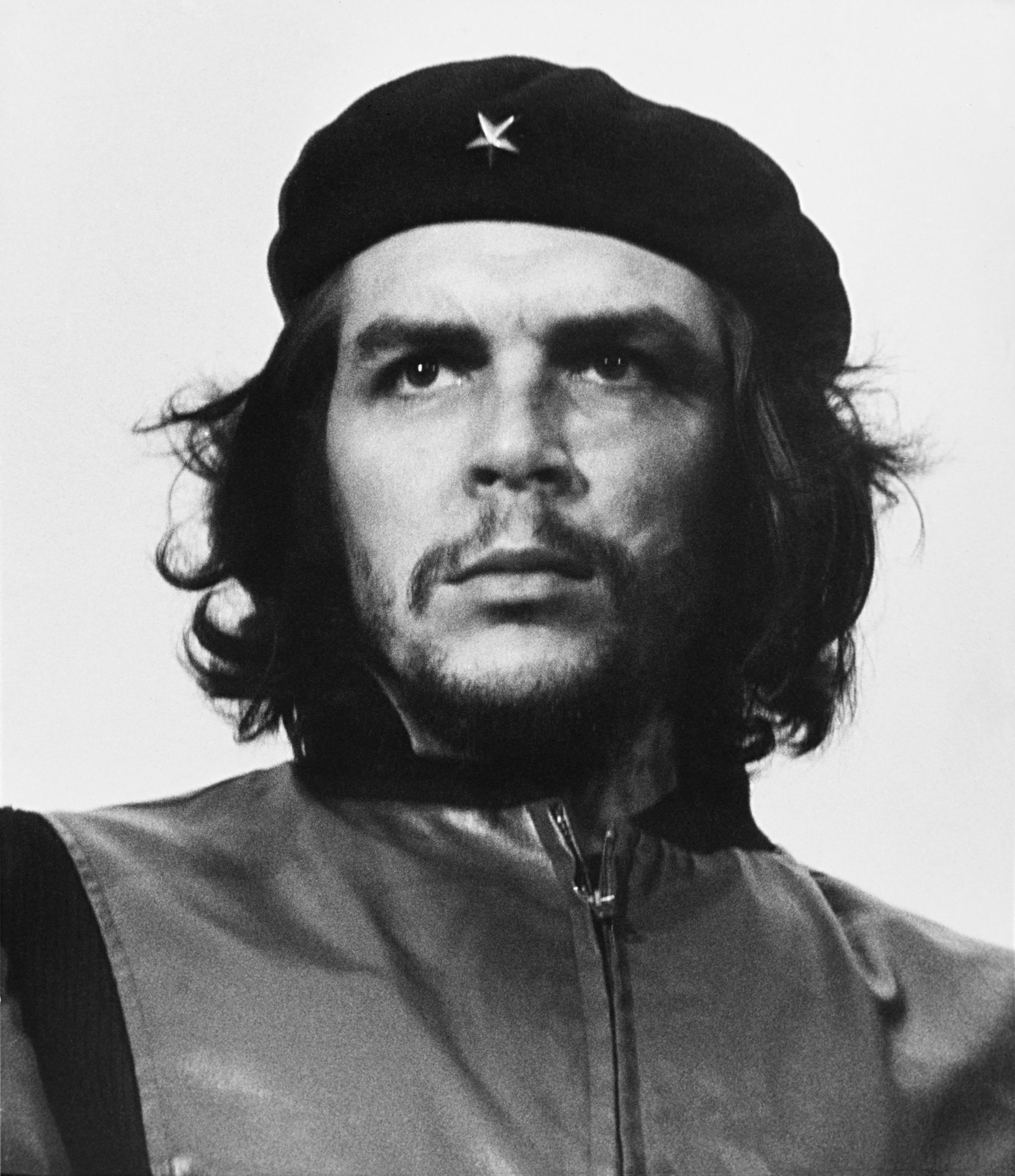
Ernesto "Che" Guevara

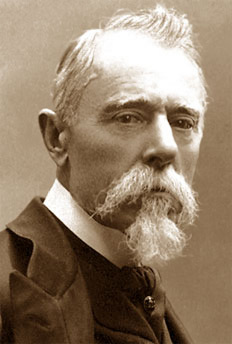
Ernesto Teodoro Moneta

- Ernesto Augusto I di Hannover, re di Hannover
- Ernesto II di Sassonia-Coburgo-Gotha, duca di Sassonia-Coburgo-Gotha
- Ernesto Balducci, presbitero, editore, scrittore e intellettuale italiano
- Ernesto Basile, architetto italiano
- Ernesto Buonaiuti, presbitero, storico, antifascista, teologo e accademico italiano
- Ernesto Burzagli, ammiraglio e politico italiano
- Ernesto Calindri, attore italiano
- Ernesto Cardenal, poeta, sacerdote e teologo nicaraguense
- Ernesto de Martino, antropologo ed etnografo italiano
- Ernesto Galli della Loggia, storico e giornalista italiano
- Ernesto Geisel, militare e politico brasiliano
- Ernesto Grillo, calciatore argentino
- Ernesto Guevara de la Serna, vero nome di Che Guevara, rivoluzionario, guerrigliero e scrittore argentino
- Ernesto Teodoro Moneta, giornalista e patriota italiano
- Ernesto Murolo, poeta, drammaturgo e giornalista italiano
- Ernesto Nathan, politico italiano
- Ernesto Olivero, attivista e scrittore italiano
- Ernesto Rossi, politico, giornalista e antifascista italiano
- Ernesto Ruffini, cardinale e arcivescovo cattolico italiano
- Ernesto Tagliaferri, musicista italiano

### Variante Ernest

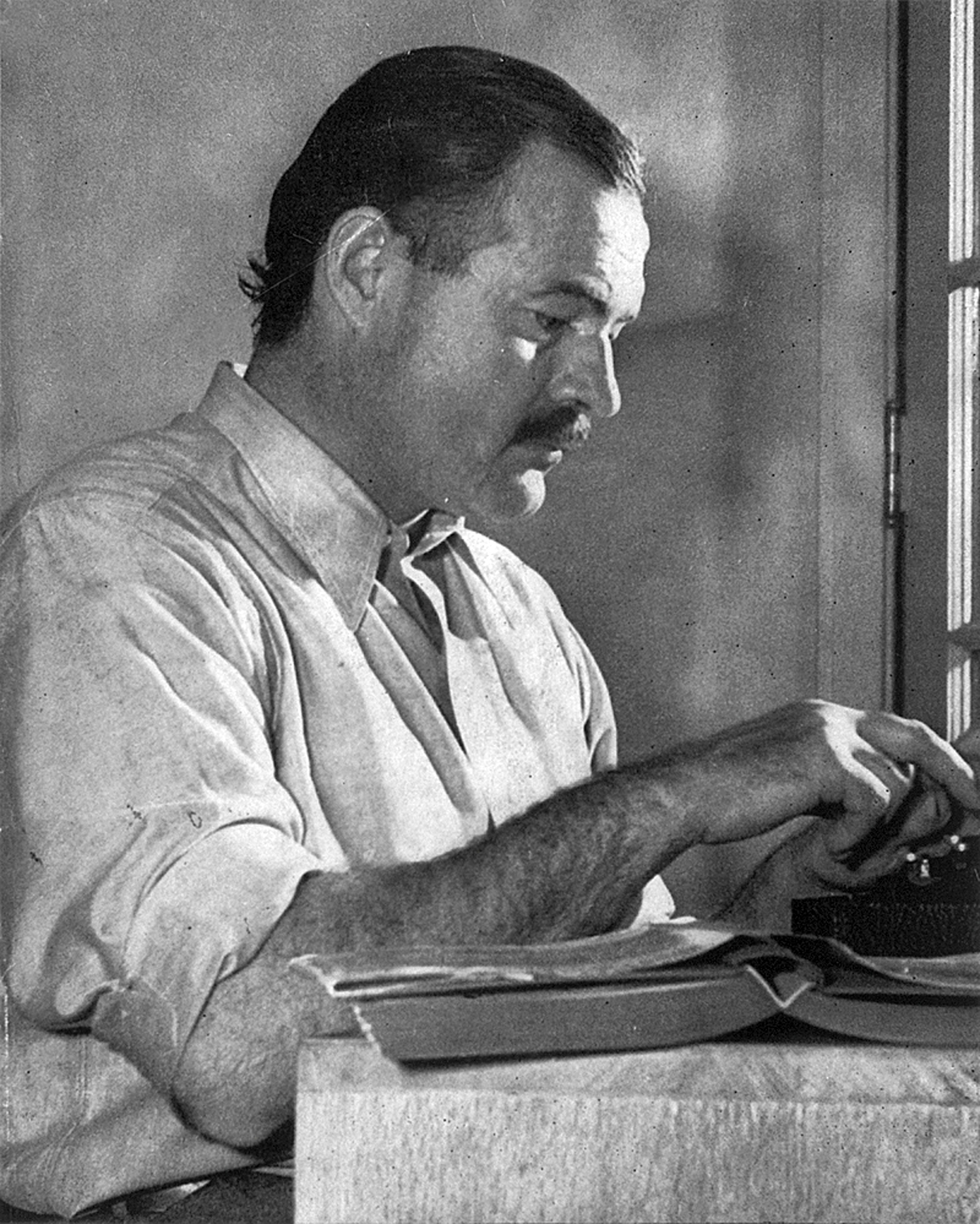
Ernest Hemingway

- Ernest Borgnine, attore statunitense
- Ernest Dickerson, regista, direttore della fotografia, sceneggiatore e attore statunitense
- Ernest Fenollosa, storico dell'arte statunitense
- Ernest Hemingway, scrittore e giornalista statunitense
- Ernest Orlando Lawrence, fisico statunitense
- Ernest Renan, filosofo, filologo, storico delle religioni e scrittore francese
- Ernest Renshaw, tennista britannico
- Ernest Rutherford, chimico e fisico neozelandese
- Ernest Shackleton, esploratore britannico
- Ernest Walton, fisico irlandese

### Variante Ernst

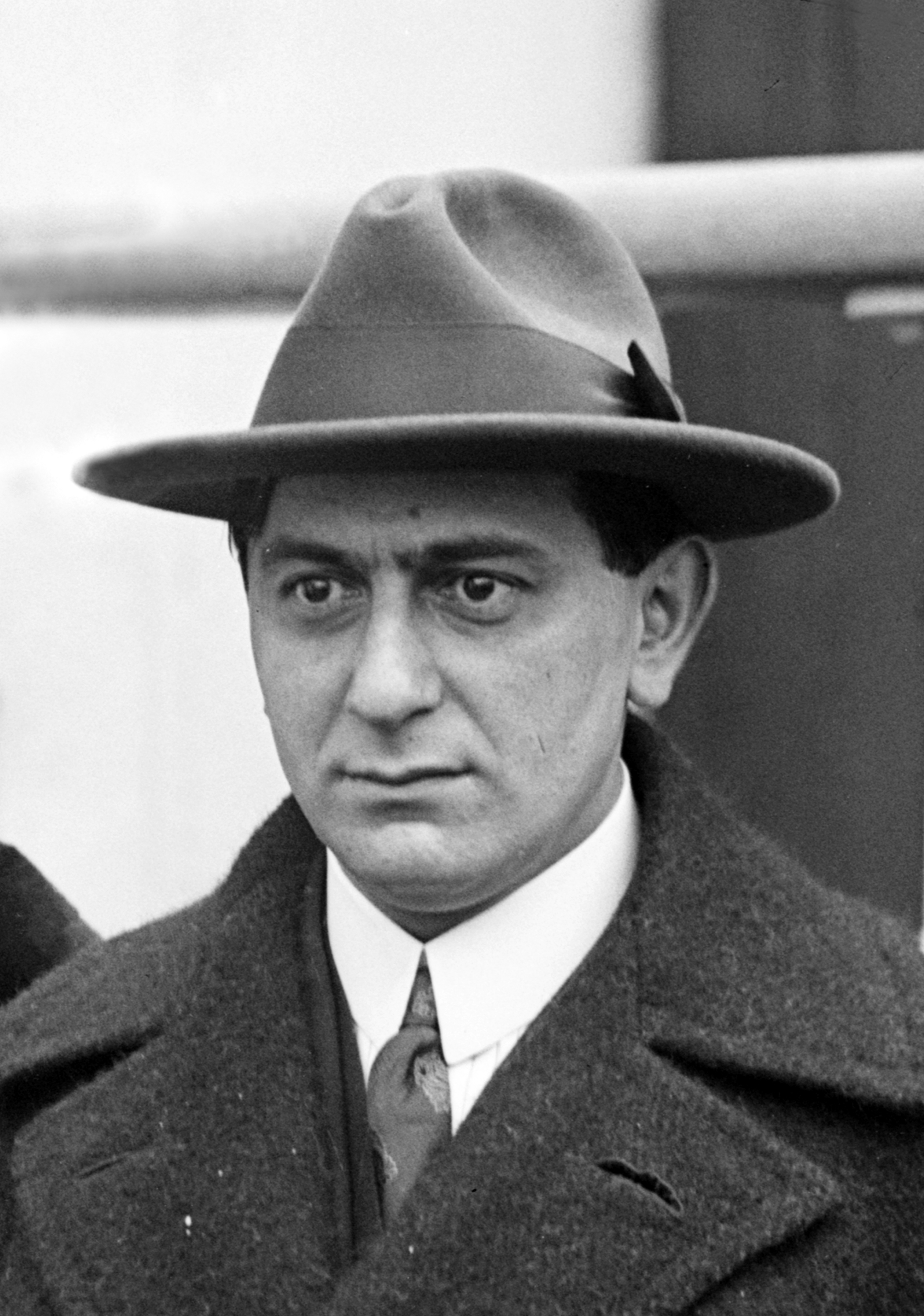
Ernst Lubitsch

- Ernst Boris Chain, tedesco naturalizzato britannico
- Ernst Otto Fischer, chimico tedesco
- Ernst Förstemann, filologo, bibliotecario, linguista e storico tedesco
- Ernst Gombrich, storico dell'arte austriaco naturalizzato britannico
- Ernst Haeckel, biologo, zoologo e filosofo tedesco
- Ernst Happel, calciatore e allenatore di calcio austriaco
- Ernst Hoffmann, scrittore, compositore e giurista tedesco
- Ernst Jacobi, attore e doppiatore tedesco
- Ernst Jünger, filosofo e scrittore tedesco
- Ernst Ludwig Kirchner, pittore, scultore e incisore tedesco
- Ernst Lubitsch, regista, attore, sceneggiatore e produttore cinematografico tedesco naturalizzato statunitense
- Ernst Ruska, fisico tedesco
- Ernst Stadler, poeta e critico letterario tedesco
- Ernst zu Münster, politico tedesco

### Variante Ernő

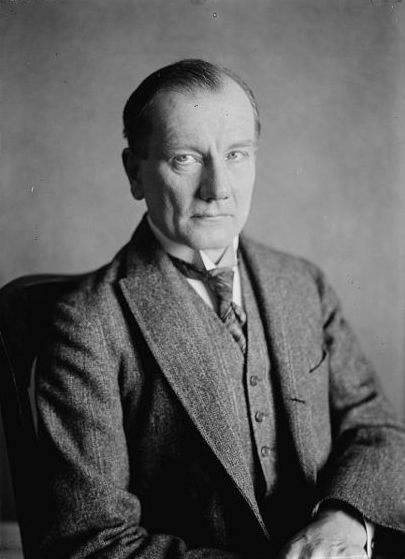
Ernő Dohnányi

- Ernő Dohnányi, direttore d'orchestra, compositore, pianista e didatta ungherese
- Ernő Erbstein, calciatore e allenatore di calcio ungherese
- Ernő Gerő, politico ungherese
- Ernő Rubik, scultore, architetto e designer ungherese
- Ernő Solymosi, calciatore ungherese

### Altre varianti maschili
- Erno Crisa, attore italiano
- Ernests Gulbis, tennista lettone
- Arnošt Lustig, scrittore e accademico ceco
- Ernestino Ramella, calciatore e allenatore di calcio italiano

### Variante femminile Ernesta

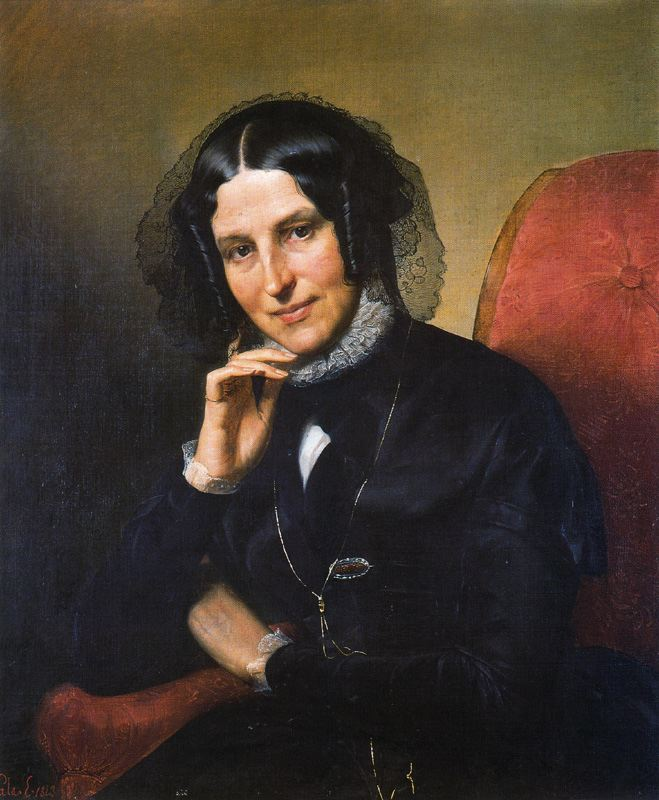
Ernesta Legnani Bisi

- Ernesta Bittanti Battisti, insegnante e scrittrice italiana
- Ernesta Cucchiarelli, vero nome di Tina Xeo, attrice italiana
- Ernesta Legnani Bisi, pittrice e incisore italiana

### Variante femminile Ernestina
- Ernestina Federica Sofia di Sassonia-Hildburghausen, duchessa consorte di Sassonia-Coburgo-Saalfeld
- Ernestina Albertina di Sassonia-Weimar, figlia di Ernesto Augusto I di Sassonia-Weimar
- Ernestina Augusta di Sassonia-Weimar, principessa di Sassonia-Weimar e duchessa di Sassonia-Hildburghausen
- Ernestina Paper, medico italiano

## Il nome nelle arti
- L'importanza di chiamarsi Ernesto è una celebre commedia di Oscar Wilde. Con la traduzione si perde il gioco di parole tra earnest (onesto) e il nome Ernest, ambivalenza che è il fulcro della commedia. Per conservare il gioco di parole, a volte si presenta la commedia col titolo L'importanza di essere Franco.
- Ernesto è il titolo di un romanzo incompiuto di Umberto Saba e pubblicato postumo nel 1975. Ne fu tratto un film dal titolo omonimo per la regia di Salvatore Samperi.
- Ernesto Sparalesto è un personaggio dei cartoni animati di Hanna-Barbera.
- Ernst Stavro Blofeld è uno dei principali antagonisti di James Bond, l'agente segreto nato dalla fantasia dello scrittore Ian Fleming.
- Ernesto de La Cruz è l'antagonista del film d’animazione Coco.
- Ernie il Pollo è un personaggio ricorrente della serie animata I Griffin, nemico giurato del protagonista Peter Griffin.